# Phaeoisaria clematidis
Phaeoisaria clematidis är en svampart som först beskrevs av Karl Wilhelm Gottlieb Leopold Fuckel, och fick sitt nu gällande namn av S. Hughes 1958. Phaeoisaria clematidis ingår i släktet Phaeoisaria, divisionen sporsäcksvampar och riket svampar.   Inga underarter finns listade i Catalogue of Life.